# Alicja Resich-Modlińska
Alicja Maria Resich primo voto Modlińska (ur. 30 stycznia 1953 w Krakowie) – polska dziennikarka, prezenterka telewizyjna, publicystka i tłumaczka.

## Życiorys

### Wykształcenie
Jest absolwentką filologii angielskiej na Uniwersytecie Warszawskim.

### Kariera
Pracę w mediach rozpoczynała od przygotowywania audycji w radiowej Trójce. Prowadziła tam między innymi Wywiady spod estrady, przygotowywane wspólnie z Wojciechem Mannem, była też związana z trójkowym programem Nie tylko dla orłów. Była też związana z Radiem Kolor, Radiem ZET i Radiem PiN.
W TVP była od 1994 roku gospodynią talk-show Wieczór z Alicją. Program został zdjęty z anteny po zmianie zarządu TVP. Prowadziła też programy: Na wyłączność, Telewizję śniadaniową, Kawę czy herbatę? i Pytanie na śniadanie, którym kierowała w latach 2007–2012. W styczniu 2009 Komisja Etyki TVP S.A. stwierdziła, że w wydaniu programu z 19 listopada 2008, który tworzyła Alicja Resich-Modlińska, zostały naruszone „Zasady etyki dziennikarskiej”. W marcu 2014 została prowadzącą program A’la show w TVP Rozrywka. W Polsacie prowadziła Zerwane więzi. Wraz z Wojciechem Cejrowskim przygotowywała program RTL 7 Piękny i bestia.
Współpracowała z wieloma pismami, głównie dla kobiet (m.in. „Elle”, „Sukces”, „Bluszcz”, „Antena”, „Uroda”). Pełniła też funkcję redaktor naczelnej tygodnika „Gala”. Napisała książkę „Opowieści radiowe i telewizyjne. Alicja po drugiej stronie lustra” (2014).
Jest współzałożycielką firmy producenckiej „Studio A”, przygotowującej seriale i programy telewizyjne na zlecenie polskich stacji. Z córką, psycholożką Katarzyną Modlińską, założyła Fundację na Rzecz Neuroróżnorodności „A/Typowi”.
Jest laureatką trzech Wiktorów (w latach 1990, 1991 i 1992) i licznych plebiscytów.

### Życie prywatne
Córka Zbigniewa Resicha i Zofii (która została Świadkiem Jehowy).
Dwukrotnie zamężna. Jej pierwszym mężem był przedsiębiorca Stanisław Modliński, z którym ma dwoje dzieci, Rafała (ur. 1980) i Katarzynę (ur. 1983). Od 2007 jej mężem jest Krzysztof Jordan.